# Somàlia
Somàlia (somali: Soomaaliya; àrab: الصومال, aṣ-Ṣūmāl), oficialment República Federal de Somàlia (somali: Jamhuuriyadda Federaalka Soomaaliya; àrab: جمهورية الصومال الفدرالية, Jumhūriyyat aṣ-Ṣūmāl al-Fidirāliyya), abans coneguda com a República Somali Democràtica, és un Estat de l'est d'Àfrica amb costa al golf d'Aden i a l'oceà Índic. Limita amb Djibouti al nord, amb Etiòpia a l'oest i amb Kenya al sud-oest. La capital n'és Muqdisho, també coneguda amb el nom italià de Mogadiscio.
Actualment, hi ha un govern de transició (Govern Federal de Transició, GFT) reconegut internacionalment, que controla la capital Mogadiscio, la ciutat de Baidoa i alguns altres llocs de l'Estat, amb l'ajut de l'Exèrcit etíop. Puntland i Galmudug al nord-est, són estats autònoms que reconeixen el GFT (en canvi, aquest no ha reconegut de moment Galmudug). La major part de l'antiga Somàlia Britànica està en poder del govern de la República de Somalilàndia (Puntland, Maakhir i Estat de Northland en controlen alguns districtes orientals; Maakhir i Northland no estan reconeguts de moment pel GFT). La resta de l'Estat està en mans de milícies de clans i combatents islamistes.

## Geografia
Somàlia, l'Estat més oriental d'Àfrica, ocupa una àrea de 637,540 km². Se situa a la punta d'una regió coneguda habitualment com la Banya d'Àfrica -a causa del seu semblant en el mapa amb la banya d'un rinoceront- de la qual també en formen part Etiòpia i Djibouti.
El territori somali està compost principalment per planes, altiplans i terres elevades. Al nord, tot i això, les muntanyes Karkara se situen a una distància considerable del Golf d'Aden.
El temps hi és càlid durant tot l'any, excepte als territoris de major altitud del nord de l'estat. Tot i estar localitzat a l'Equador terrestre, la pluja hi és rara, i la major part de Somàlia es troba en terreny semiàrid, adequat només per al pasturatge nòmada que practica més de la meitat de la població. Només en àrees del nord-oest i sud-oest, hi ha pluges moderades, on es troben els dos rius més importants i s'hi practica una activitat agrícola de certa importància.
La geologia local suggereix la presència de valuosos jaciments minerals.
La llarga costa de Somàlia (3.025 quilòmetres) ha tingut Importància històrica, perquè permetia el comerç del Pròxim Orient amb l'Àfrica oriental i, actualment, com a camí de pas obligat cap al canal de Suez.

### Clima

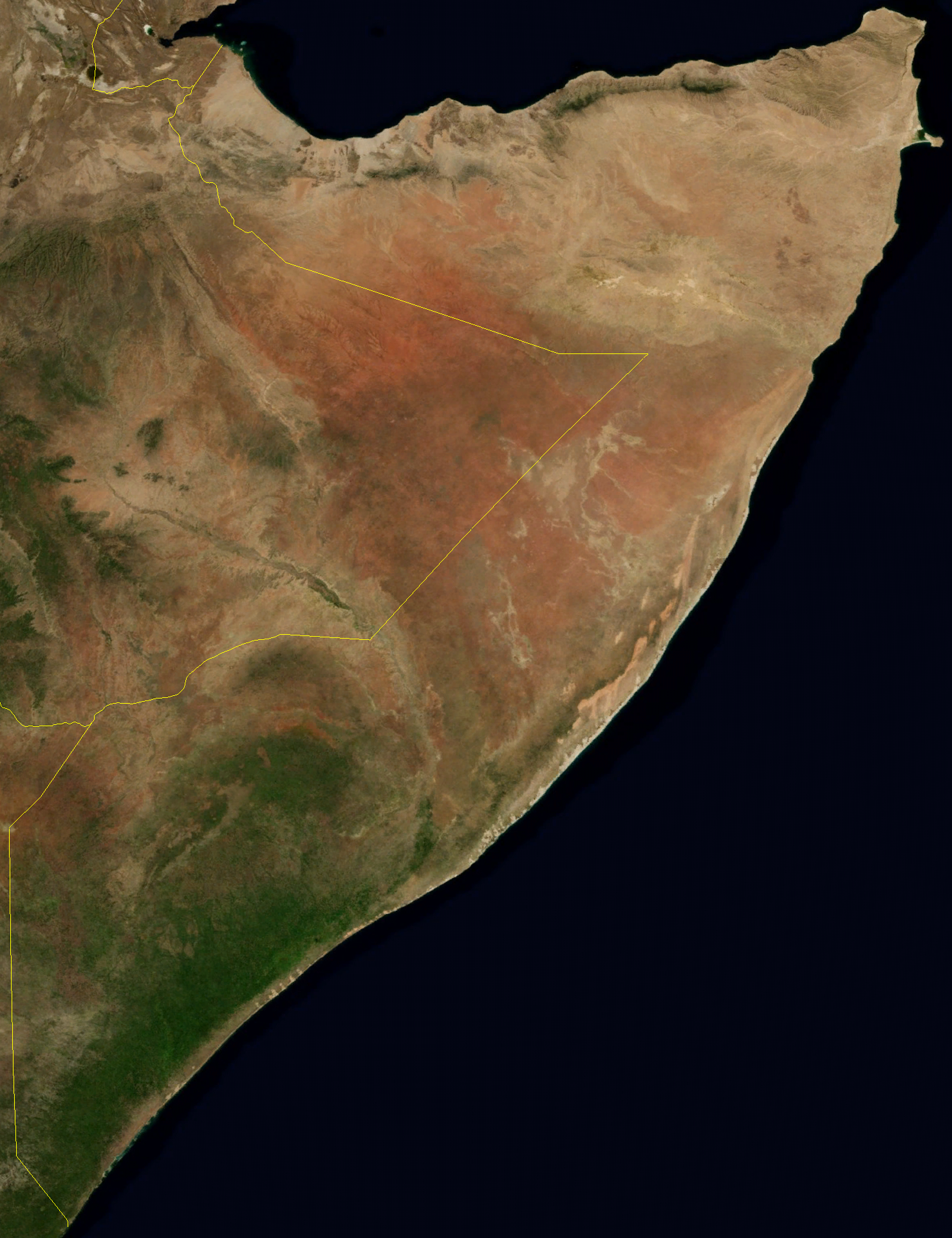
Imatge de satèl·lit de Somàlia.

El clima hi pot ser tropical, subtropical, àrid i semiàrid. Normalment, la temperatura mitjana arriba als 27,8 °C, però pot baixar fins als 0 °C a les zones de muntanya i pujar als 47 °C a les costes. Els vents monzònics condicionen la presència de dues estacions: la seca, de setembre a desembre, i la de les pluges, de març a maig. La pluviositat té una mitjana anual molt baixa, de només 280 mm.
A causa de la proximitat de Somàlia a l'Equador, no hi ha gaire variació estacional en el seu clima. Les condicions caloroses prevalen al llarg de tot l'any, amb vents i pluges monsòniques periòdiques irregulars. La mitjana de les temperatures màximes diàries és de 30 a 40 °C, excepte en elevacions més altes al llarg de la costa oriental, que és afectada per un corrent marí fred.
El rang més alt en el clima es produeix al nord, on el mes de juliol les temperatures de vegades superen els 45 °C a les planes litorals i cauen per sota del punt de congelació el mes de desembre a l'altiplà.
A diferència dels climes de la majoria d'estats en aquesta latitud, Somàlia té un clima més àrid a les regions del nord-est i central, i semiàrid al nord-oest i sud. Al nord-est, la precipitació anual és inferior a 100 mm; a l'altiplà central, és d'uns 200 a 300 mm. El nord-oest i el sud-oest del país reben molta més pluja, amb una mitjana de 510–610 mm a l'any. Encara que les regions costaneres són calorosees i humides durant tot l'any, l'interior és típicament sec i calent.
Hi ha quatre estacions principals al voltant de les quals giren la vida pastoral i agrícola, aquestes són dictades pels canvis en els patrons del vent. La temporada de desembre a març és anomenada Jilal i és la temporada més seca de l'any. La principal temporada de pluges, coneguda com la Gu, dura d'abril a juny. Aquest període es caracteritza pels monsons del sud-oest que rejoveneixen la terra de pasturatge, especialment a l'altiplà central i, breument, transformen el desert en una exuberant vegetació. De juliol a setembre, és la segona temporada seca, anomenada Xagaa. El Dayr, que és l'estació de pluges més curta, dura d'octubre a desembre.

### Ecologia
El territori de Somàlia està format fonamentalment per sabana i desert. Segons WWF, la major part de l'interior de l'estat, i part de la costa, correspon a l'ecoregió anomenada sabana arbustiva de Somàlia. Els deserts ocupen les zones costaneres del nord i centre: prada i matoll xeròfils d'Etiòpia al nord-oest, matoll xeròfil montà de Somàlia al nord-est i prada i matoll de Hobyo al centre-est. Al nord-oest, a la frontera amb Etiòpia, una petita extensió de la selva montana d'Etiòpia penetra en territori somali. Al sud, es troben els límits septentrionals de la selva mosaic costanera de Zanzíbar i del manglar d'Àfrica oriental.

### Divisió administrativa

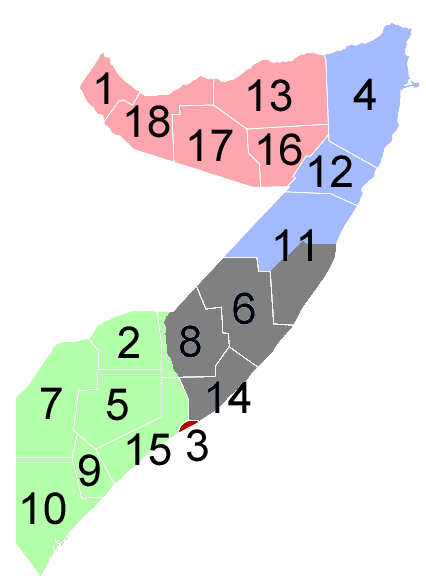
Mapa que mostra diverses àrees de control a les regions de Somàlia.

Legalment, continua vigent la divisió administrativa que va existir fins al 1991.
Somàlia està dividida administrativament en 18 regions (en singular, gobolka).
Les regions són:
| 1. Awdal 2. Bakool 3. Banaadir 4. Bari 5. Bay 6. Galguduud 7. Gedo 8. Hiiraan 9. Jubbada Dhexe | 1. Jubbada Hoose 2. Mudug 3. Nugaal 4. Sanaag 5. Shabeellaha Dhexe 6. Shabeellaha Hoose 7. Sool 8. Togdheer 9. Woqooyi Galbeed |

### Demografia

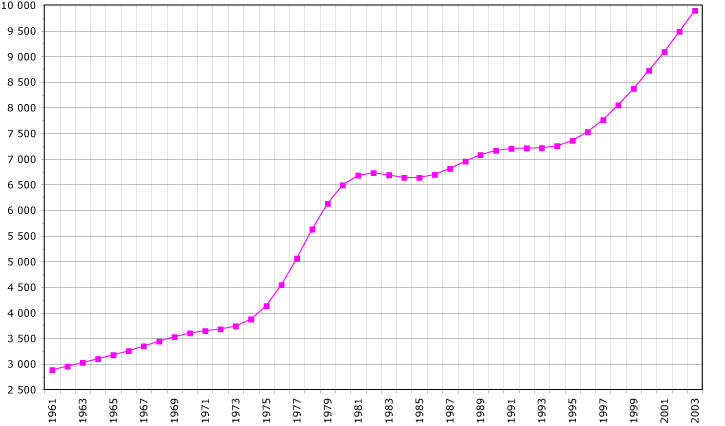
Evolució de la població en milers d'habitants

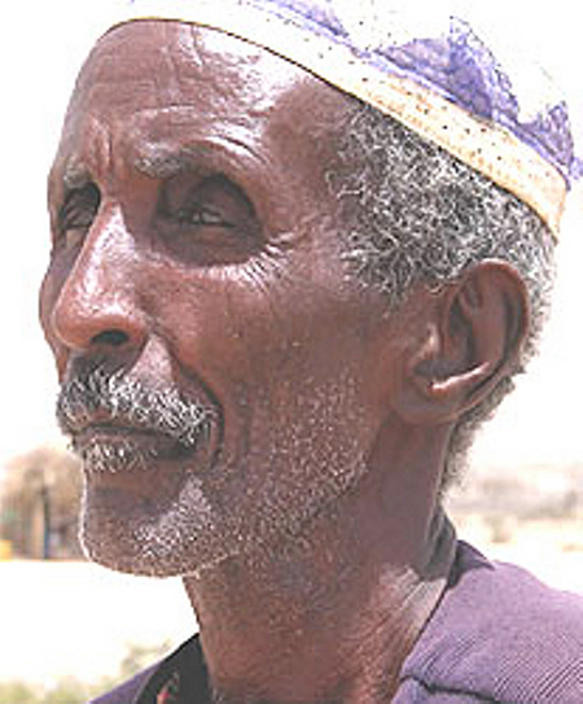
Home somali que portava un tradicional koofiyad (barret).

Somàlia té una població estimada de 9,3 milions de persones. Aquestes estimacions són difícils d'ajustar a causa de la complicada situació política de l'Estat, i també a la naturalesa nòmada de gran part dels seus habitants. L'últim cens és de 1975, i és en el que es basen alguns dels analistes estrangers. Amb tot, l'índex de creixement de la població de Somàlia és un dels més alts d'Àfrica i del món, tenint així estimacions en un rang de 15 a 25 milions d'habitants, segons altres demògrafs.
Actualment, el 60% dels somalis són pastors nòmades o seminòmades de vaques, camells, ovelles i cabres. Un 25% dels habitants són grangers assentats a les regions fèrtils entre els rius Juba i Shebelle, al sud del país. La resta de la població es concentra a les àrees metropolitanes.
Com a conseqüència de la Guerra Civil Somali, Somàlia té una gran comunitat de refugiats fora del país, una de les majors d'Àfrica. Es calcula que poden rondar el milió de persones refugiades fora del continent.
D'acord amb estimacions del 2012, les cinc ciutats més poblades de Somàlia sobrepassaven els 90.000 residents. Aquestes són: Mogadiscio (1.588.173 habitants), Hargeysa (478.514), Burao (155.832), Bosaso (107.326) i Beledweyne (94.157).
Població:
9.330.872
Estructura d'edats:

 0-14 anys:
44,4% (homes 1.973.294; dones 1.961.083)

 15-64 anys:
53% (homes 2.355.861; dones 2.342.988)

 65 anys o més:
2,6% (homes 97.307; dones 132.805) (estimació 2006)
Taxa de creixement de població:
2,85% (estimació 2006)
Taxa de natalitat:
45,13 naixements/1.000 habitants (estimació 2006)
Taxa de mortalitat:
16,63 morts/1.000 habitants (estimació 2006)
Taxa de migració neta:
0 migrant (s) / 1.000 habitants (estimació 2006)
Ràtio de sexes:

en néixer:
1,03 homes / dona

menys de 15 anys:
1,01 homes / dona

15-64 anys:
1,01 homes / dona

65 anys o més:
0,73 homes / dona

població total:
1 home / dona (estimació 2006)
Taxa de mortalitat infantil:
114,89 morts/1.000 naixements (estimació 2006)
Esperança de vida en néixer:

 població total:
48,47 anys

 homes:
46,71 anys

 dones:
50,28 anys (estimació 2006)
Taxa de fertilitat total:
6,76 fills nascuts / dona (estimació 2006)
Nacionalitat:

nom:
Somali (s)

adjectiu:
Somali
Grups ètnics:
somali 96%, bantu 3,1%, blancs i altres 0,9%
Religions:
musulmans 98,4% (sunnites), cristianisme i altres religions 1,6%
Idiomes:
somali (oficial), àrab, italià, anglès
Alfabetisme:

definició:
de 15 anys o més que poden llegir i escriure

població total:
37,8%

homes:
49,7%

dones:
25,8% (estimació 2001)

### Llengües

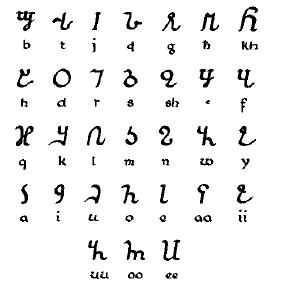
L'escriptura osmanya.

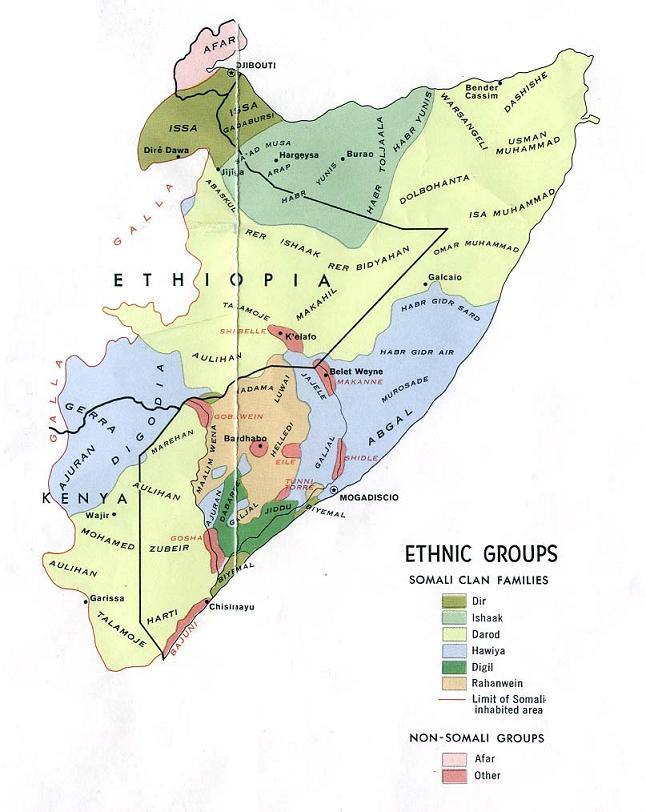
Grups ètnics a Somàlia.

La majoria de la població parla el somali i és l'idioma oficial de Somàlia, el qual és membre de les llengües cuixítiques. Forma part de la família de llengües afroasiàtiques, i els idiomes més propers són l'àfar i l'oromo. El somali és el millor documentat de les llengües cuixítiques, amb estudis que es remunten al 1900. Va ser adoptat com a idioma oficial pel president Siad Barre l'octubre de 1972. L'alfabet va ser desenvolupat pel lingüista somali Shire Jama Ahmed, específicament per a aquest idioma, i utilitza totes les lletres de l'alfabet llatí-anglès modern, a excepció de la P, V i Z.
Els dialectes del somali es concentren en tres grups: del nord, benaadir i maay. El somali nord constitueix la base del somali estàndard. El benaadir (també anomenat somali de la costa) és parlat a la costa Benadir des Cadale fins al sud de Mercat, inclòs Mogadiscio, com també al territori adjacent terra endins. Els dialectes costaners tenen fonemes addicionals que no existeixen en el somali estàndard. El maay, el parlen principalment els clans Digil i Mirifle (Rahanweyn) a la zona sud de Somàlia.
També hi és oficial l'àrab. Molts el parlen, a causa d'antics llaços històrics amb el món àrab, la influència i llarg abast dels mitjans de comunicació, les condicions geogràfiques i l'educació religiosa. L'anglès és també àmpliament utilitzat i ensenyat, per motius històrics. L'italià va ser un idioma important, per motius també històrics, però la seva influència va disminuir significativament després de la independència. Ara se sent amb més freqüència entre les generacions més grans. Altres idiomes minoritaris inclouen el bravanese, una variant del suahili que es parla al llarg de la costa pel poble bravanese.
En comparació amb altres estats africans, a Somàlia es parlen pocs idiomes. Això es deu probablement a la constant comunicació que van mantenir entre si les ètnies en el passat.

### Religió
La religió prevalent a Somàlia ha canviat al llarg de la història. Cada nació o imperi que ha dominat el país, ha intentat imposar la seva religió i, amb això, un conjunt de tradicions i creences. Ho van fer els anglesos, que van intentar imposar-hi el protestantisme. Els italians ho van intentar amb el feixisme, encara que no van fer més esforços per imposar-se religiosament.
Actualment, la religió predominant a Somàlia és l'islam, amb poques excepcions. Practiquen l'islam sunnita. Aquest fet reforça la idea que l'estat s'està distanciant més de la resta de l'Àfrica, ja que els seus veïns practiquen el cristianisme o religions natives. La constitució de Somàlia també defineix l'islam com a religió oficial de la República de Somàlia. Practicar l'islam reforça encara més les distincions establertes entre somalis i els seus veïns immediats de l'Àfrica, molts dels quals són cristians (en particular, losamhara i altres d'Etiòpia) o adherents a religions indígenes.
L'ideal islàmic és una societat organitzada per a implementar els preceptes islàmics en la qual no existeix cap distinció entre les esferes secular i religiosa. Entre els somalis, aquest ideal s'ha aconseguit menys al nord que entre alguns grups assentats a la regions del sud, on els líders religiosos formen una part important de l'estructura política i de l'estructura social. Entre els nòmades, les exigències de la vida de pastorvan donar major pes al paper del guerrer, i s'espera que els líders religiosos es mantinguin al marge de qüestions polítiques.
El paper dels funcionaris religiosos començà a disminuir en les dècades de 1950 i 1960 com a part de les seves competències jurídiques i educatives i les seves responsabilitats van ser transferides a les autoritats seculars. La posició dels líders religiosos va canviar substancialment després de la revolució del 1969 i la introducció del socialisme científic. Siad Barre va insistir que la seva versió del socialisme és compatible amb els principis de l'Alcorà i va condemnar l'ateisme. Els líders religiosos, però, van ser advertits de no participar en la política.

## Economia
Tot i la manca d'un govern nacional, Somàlia ha mantingut una forta economia informal, basada principalment en la ramaderia, en la transferència i remeses de fons, i en les telecomunicacions. L'agricultura és el sector més fort, i la ramaderia representa un 40% del PIB i més de 50% de les exportacions.

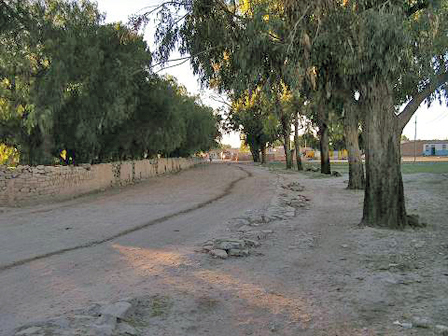
Pathway in old Erigavo.

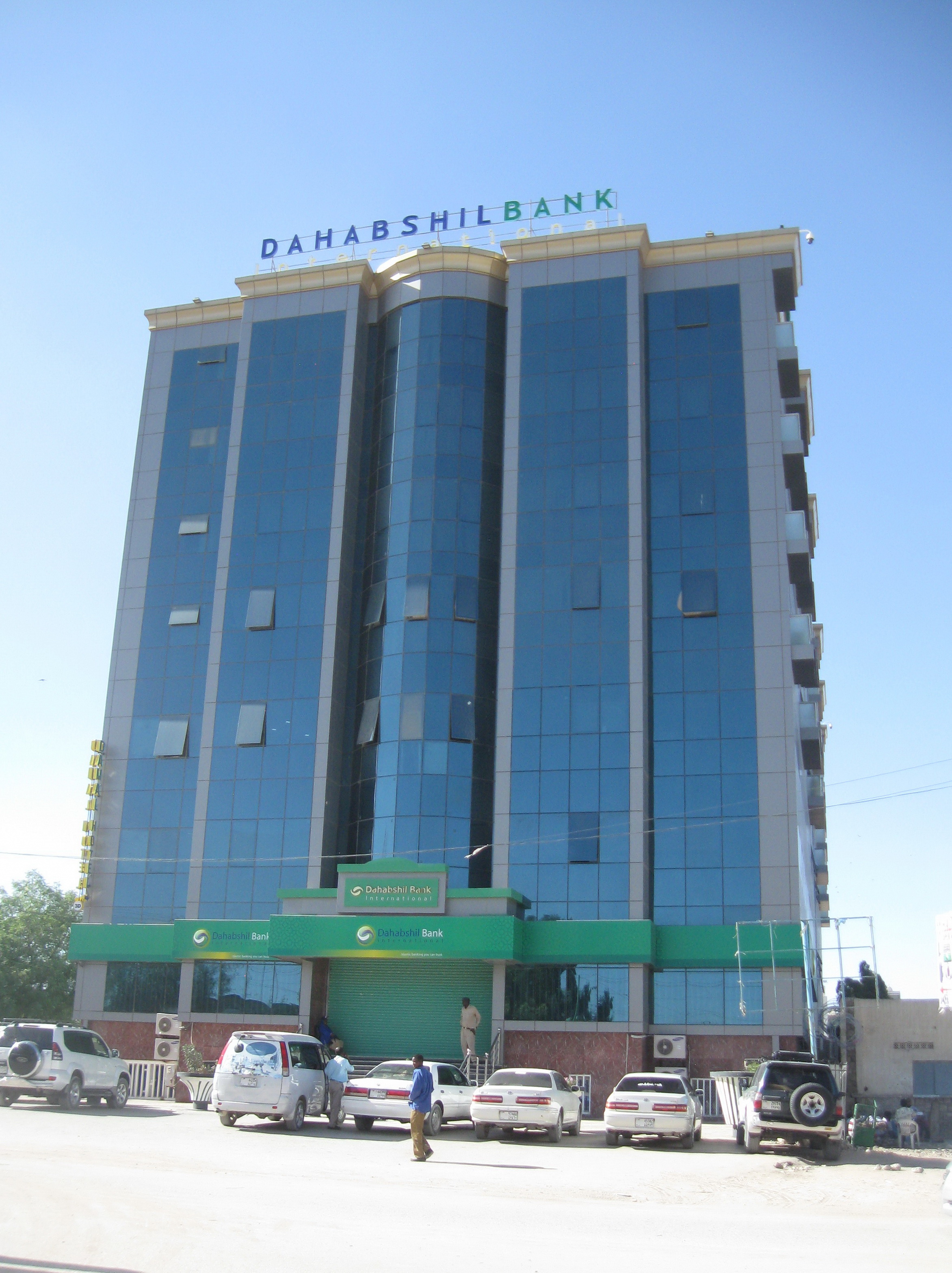
The Dahabshiil in Hargeisa.

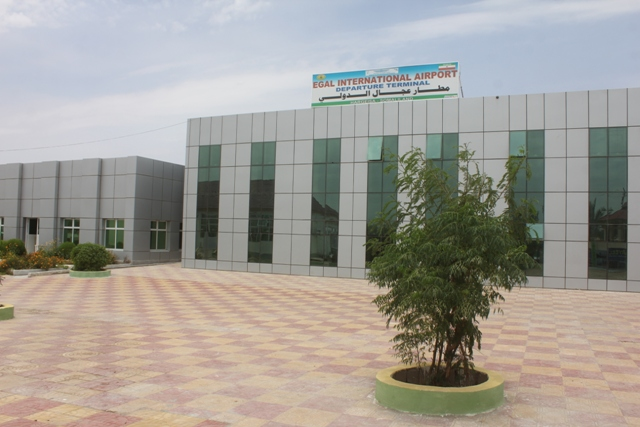
The Hargeisa International Airport in Hargeisa.

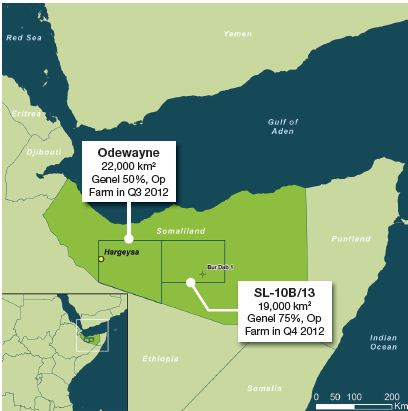
Somaliland oil blocks.

És un dels estats més pobres del planeta, amb relativament pocs recursos naturals. La major part de l'economia va ser devastada en la Guerra Civil. Gran part de la seva població és nòmada o seminòmada i viu de la cria de bestiar.
La banana és un altre important producte d'exportació. Sucre, sorgo, blat de moro i peix són produïts només per al mercat intern.
Principals dades sobre l'economia de Somàlia:
- PIB - Producte Interior Brut (2002):
- PIB - per capita (2005): U $ 600
- Inflació mitjana anual:
- Deute extern aprox. (2001): 2.562 milions de $ EUA.
- Importacions (2001): 343 milions de $ EUA.
- Exportacions (2000): 126 milions de $ EUA.

Estructura del PIB el 2001:
Per sectors econòmics, distribució del PIB total:
Agricultura, silvicultura i pesca:
Indústria:
Indústries, construccions i mineria:
Serveis i construcció:
- Principals Països Clients: Aràbia Saudita i el Iemen.
- Principals Països Proveïdors: Djibouti, Kenya i l'Índia.

## Política i govern
La República de Somàlia és un Estat federal, el règim de govern és actualment transitori i sotmès a fideïcomís de tres organitzacions internacionals (les Nacions Unides i la Unió Africana) i un tercer Estat mediador (Estats Units), i que s'estructura mitjançant Institucions Federals transitòries o de Transició adoptades en l'anomenada Carta Federal transitòria del 2004, resultat dels acords assolits en la Conferència de Nairobi celebrada aquest mateix any:
- Un president de la República, que és el cap de l'Estat;
- Un Consell de ministres o Govern Federal Transitori, que es constitueix en poder executiu de transició, i que integra al president de la República, al primer ministre i als altres ministres federals designats pel Premier.
- Un Parlament Federal Transitori (poder legislatiu), compost per 450 diputats federals que representen els clans de Somàlia;
- Un sistema judicial Transitori (poder judicial) integrat pel Tribunal Suprem Federal, el Tribunal Transitori d'Apel·lacions, i els altres òrgans judicials establerts per llei federal.

L'Estat va estar en guerra amb Etiòpia entre 1964 i 1987 pels reclams d'autonomia d'Ogaden. El 1991, el territori de Somalilàndia, part de la zona nord, es va autodeclarar independent. El general Said hi va governar entre 1969 i 1991. La unitat efectiva de l'estat va desaparèixer des de llavors, malgrat les missions de l'ONU i dels Estats Units. Van aparèixer "ministeriats", que van causar la pèrdua del reconeixement internacional fins a caure en una anocràcia.
Altres grans regions com Puntlàndia i Galmudug s'han autodeclarat autònomes recentment. Aquests tres territoris autònoms, Somalilàndia, Puntlàndia i Galmudug, no tenen reconeixement internacional.

### Criminalitat
Per causa de la feblesa de l'estructura estatal, la criminalitat ha estat un problema creixent durant les últimes dècades. Un problema és la pirateria marítima, amb atacs als vaixells d'altres països al golf d'Aden o prop de la costa de Somàlia.

## Partits polítics

### Període anterior al 1969
- Partit Digil i Mirifle
- Partit Somali Independent Constitucional
- Lliga de la Joventut Somali
- Lliga Nacional Somali
- Lliga de la Gran Somàlia
- Moviment Democràtic Somali
- Unió Marehan
- Partit Unit Somali
- Front Nacional Unit
- Congrés Nacional Somali
- Unió Democràtica Somali
- Unió Nacional Africana Somali (SANU)
- Lliga de la Joventut Hawiye
- Partit Democràtic Somali
- Partit Liberal de la Joventut Somali (fusió dels dos anteriors)

### Partits del període 1969-1976
- Aliança MOD
- Partit Comunista Somali

### Partit únic del període 1976-1990
- Partit Socialista Revolucionari Somali.

#### Oposició clandestina o a l'exili 1976-1990
- SODAF, o Front Somali d'Acció Democràtica FSOAD
- Front Democràtic per l'Alliberament de Somàlia, comunista
- Partit dels Treballadors Somalis, comunista
- Front de Salvació de Somàlia Darod (Majeerteen)
- Front Democràtic de Salvació Somali, Darod (Majeerteen)
- Moviment Nacional Somali, Issaq
- Congrés de la Somàlia Unificada, Hawiye
- Moviment Democràtic de Somàlia, Rahanweyn
- Front Unit Somali, Issa

## Partits després de 1991
- Front Nacional Somali
- Moviment Patriòtic Somali
- Organització Muke de Somalis Africans
- Moviment Nacional Somali del Sud
- Unió Nacional Democràtica Somali
- Unió Nacional Somali
- Front Unit Somali
- Partit Unit Somali
- Aliança Democràtica Somali (creat vers 1990 a Somalilàndia; va desaparèixer abans del 2002)
- Aliança Nacional Somali
- Aliança de Salvació de Somàlia
- Consell de Reconciliació i Restauració de Somàlia
- Forces Aliades Somalis
- Aliança de la Vall del Juba
- Exèrcit de Resistència Rahanweyn
- Aliança per la Restauració de la Pau i Contra el Terrorisme
- Partit de la República de Somàlia Unida
- Lliga Nacional Democràtica (d'Hiiraan)
- Al-Itihhad al-Islamiyya (dissolt el 2001)
- Partit de la Joventut Musulmana
- Unió de Corts Islàmiques de Somàlia
- Al-Shabaab
- Moviment de la Joventut Mujahideen
- Aliança pel Nou Alliberament de Somàlia

## Conflictes territorials
Somàlia presenta conflictes territorials amb tots els seus veïns: amb Etiòpia bàsicament per l'Ogaden, que forma la major part de l'Estat somali d'Etiòpia; a Kenya, per la regió al nord del país poblada de somalis i on actuen periòdicament els anomenats shiftes; i amb Somaliland (a més del fet que la separació no és reconeguda) als districtes fronterers de Sool i Sanaag, que són reclamats per la República Independent de Somaliland i per la República Autònoma de Puntland (dins Somàlia).

## Història

### Establiment del poble somali
Aquesta zona de la costa africana és esmentada per primer cop per Agatàrquides de Cnidos al segle ii aC. D'altra banda, el Periple de la Mar Eritrea, que podria ser del segle i, esmenta diverses ciutats de la costa de Somàlia tot i que no poden ser identificades amb seguretat: Ayalites (Assab o potser Zeila), Malao (Berbera), Mundu (Heis), Mosyllon (Bandar Kassim), Akannai (Alula). L'encens ja era un producte comercial en el tercer mil·lenni abans de Crist igual que la mirra i Plini esmenta el port de les espècies: Barbaroi (Guardafui).
Les excavacions arqueològiques de 1934 d'Alexander T. Curle van posar de manifest restes d'ocupació de dos mil anys en 22 posicions del nord de Somàlia, especialment a Zeila (illa de Sad al-Din), que hauria estat el port principal de l'illa fins que el ferrocarril Addis Abeba-Djibouti va modificar la ruta a l'inici del segle xx.
El poble somali és un poble de pastors; no es pot saber quan va emigrar a les regions modernes que avui formen Somàlia i Somalilàndia i l'Ogaden etíop, però va haver de ser després del segle v, en què es va produir la gran dispersió bantu, ja que els somalis van empènyer als bantus cap al sud (encara queden alguns enclavaments principalment a les illes Bajun). L'expansió dels somalis, de fet, no s'ha acabat i encara el 1990 suposava un conflicte entre Etiòpia i Kenya. A la frontera amb Etiòpia, un grup de 13 poblacions revelava grups de 20 a 200 cases i vestigis de mesquites construïts a uns 1.500 metres o més sobre el nivell de la mar; un altre grup d'establiments fou trobat a uns 200 km al sud de Berbera (a Eil Humo i a Eik); les necròpolis no tenien tombes ni inscripcions, però s'hi van trobar alguns objectes xinesos dels segles XII al XVII; no hi ha monedes locals, només egípcies (de Kaitbay, 1468-1496) o otomanes (Selim II, 1566-1574), i més rarament monedes xineses. Terrissa islamosassànida es va trobar en 26 llocs de la costa de Kenya, de característiques similars a la costa de Somàlia.

### Islam
Els xinesos (que no hi van estar mai abans del segle xv, amb els viatges de Ch'eng-Ho el 1431, almenys que se sàpiga) identifiquen la costa amb el nom de Po-pa-li i més tard Pi-pa-lo, que tenia quatre ciutats capçaleres. Segons això, al segle viii, les poblacions de la costa oriental ja estaven islamitzades, almenys en punts concrets. Un relat xinès de Chu-Ch'ü-fei esmenta la zona el 1178, citant Chung-li (potser Berbera), però sembla que mitjançant informacions de comerciants estrangers i no per coneixement directe. En el viatge del xinès Ch'eng-Ho que va arribar a Malindi i Mombasa, identifica Makhdishu i Ha-pu-ni (potser Habash = Abissínia o Etiòpia); també esmenta clarament Socotra i Aden i, per la posició de Ha-pu-ni al mapa, més aviat seria Ras Hafun. Els xinesos anomenaven les girafes ki-lin i pensaven que venien de Bengala, però com que no n'hi ha en aquesta regió, podrien venir de Somàlia, on el nom local n'era girin (que es pronuncia kilin en xinès).
Al segle xv, les tribus somalis estaven en conflicte amb tribus d'Etiòpia. Els etíops van ocupar Zeila el 1402 després d'un setge, però no la van conservar gaire temps; tot el segle fou de lluita continuada entre cristians d'Etiòpia i musulmans de Harar i de Zeila (Zayla). Aquesta darrera fou visitada per Lluís de Varthema el 1503. A l'inici del seu regnat, el negus Lebna Dengel (1508-1540) va enviar comerciants per negociar amb l'or i amb esclaus als mercats somalis, amb l'objectiu de revendre allò que adquirissin a Aden.

### Història de l'Edat Mitjana fins alseglexix
La presència portuguesa a la costa de la futura Somàlia fou testimonial i merament comercial. El 1516, els portuguesos van arribar a Zeila, que van incendiar, però els otomans no van tardar a disputar amb ells l'hegemonia de la regió, de la qual van acabar expulsant-los. El 1527, Lebna Dengel va envair Adal i Ahmad Grañ va devastar Etiòpia el 1544. Derrotats finalment els musulmans el 1575, només van conservar les poblacions de la costa. Des del 1698 (després del setge victoriós de Mombasa), els soldans iarubites d'Oman i Mascat es van establir permanentment a la costa africana i van arrabassar als portuguesos tots els seus establiments, tant de caràcter militar com comercial; el procés es va acabar el 1728 o 1729. Nominalment, Obbia va passar a ser vassalla d'Oman i Mascat en compte de ser-ho del rei de Portugal.
La dinastia Al Busaid d'Oman i Mascat va començar poc després, el 1741, i va donar un impuls decisiu a la colonització de la costa africana. En aquesta època, la ciutat de Muqdisho (república dirigida per una mena de soldà), el soldà d'Obbia (Hobya), el soldà de Majertin i altres petits poders locals van reconèixer la sobirania dels nous soldans d'Oman i Mascat, car la dels anteriors iarubites fins llavors havia estat purament nominal. El 1803, el soldà d'Oman i Mascat es va aliar a Anglaterra i va combatre els wahhabites. El 1840, el soldà Sayyid Said va traslladar la seva capital a Zanzíbar, i des d'allí el domini dels soldans sobre els territoris que el reconeixien es va fer més efectiu, però mai va superar la zona costanera. Guarnicions omanites estaven implantades a Mogadiscio, Marka i Barawa. El governador omanita a Mogadiscio residia a la casa anomenada la Garesa (del suahili Gereza, al seu torn derivat del portuguès yglesia o igresia = església), avui dia Museu de Mogadiscio.

### Exploracions
Les exploracions europees a la costa de Somàlia es van iniciar el 1833 amb Owen i Butler, als quals van seguir Carless, Grieve i Selby (1837-1838). El capità Guillain de la marina francesa va explorar la zona el 1848 i després el capità Fleuriot de Langle, que portava el comandament del vaixell "Cordelière" (1861). Les investigacions etnogràfiques es van iniciar una mica abans: Salt (1809) i el tinent Smee (1811), i sobretot Antoine d'Abadie, que en va recopilar molta informació (1838-1841). El capità Guillain va deixar una narració dels aspectes del país i va esmentar els draps vermells que, a manera de bandera, feien servir el nadius.

### Història Moderna
Els britànics es van establir al nord de Somàlia el 1887, després de la retirada egípcia el 1884 i al mateix temps que Léonce Lagarde era nomenat governador francès a Obock. Els abissinis van ocupar Harar, ciutat poblada de somalis, el mateix any 1887. Britànics i francesos van definir els límits de les seves zones de protectorat pel tractat de 1888. El 1892, Djibouti va substituir Obock com a capital del territori anomenat llavors Costa francesa dels somalis (o abreujat Somàlia francesa). El 1889, Itàlia va establir el seu protectorat al Benadir, al nord de Mogadiscio (1889), i el soldà d'Obbia va acceptar el protectorat al mateix any; el soldà de Majeerteen, això no obstant, va fer un acord amb els italians, però va seguir reconeixent el soldà de Zanzíbar. El mateix 1889, els italians van signar el tractat d'Ucciali (Wa'cale en amhàric) per delimitar la influència a la zona d'Harar.
El 1890, Zanzíbar fou reconegut com a protectorat britànic a canvi de la cessió de Helgoland a Alemanya, renuncia a Madagascar i altres acords; com a conseqüència, els drets del soldà a la costa africana de Somàlia, Kenya i Tanganika van quedar, de fet, limitats i foren repartits entre Itàlia, Gran Bretanya i Alemanya. Itàlia i Gran Bretanya van pagar arrendaments al soldà, i Alemanya li va comprar els drets. El 1892, Itàlia va signar un tractat amb el soldà de Zanzíbar que va cedir els seus drets als italians a la costa de Somàlia per 25 anys a canvi d'una quantitat de diners; el protectorat italià es va estendre llavors al soldanat de Mijurtini, Mijertin o Migurtinia (Majeerteen), que dominava essencialment el que avui dia és el Puntland; no obstant això, el protectorat fou nominal i la regió no va quedar pacificada fins després del 1920 (amb la derrota del rebel Diiriye Guure, vegeu més avall); llavors n'era soldà Osman Mahmud i residia a Bergal; el comissari italià es va establir a Alula. Els dominis del soldà anaven des de Bender Ziada al golf d'Aden, fins al Cap Gabee o Ras Maber, a l'oceà Índic; a l'oest, quedaven les possessions britàniques i al sud quedaven els dominis del soldà d'Obbia, Alí Yusuf, també sotmès als italians. Mogadiscio era domini directe italià, l'anomenada colònia de Benadir, dividida en tres districtes: el comissariat d'Oddur (entre la frontera amb Abissínia fins a l'oceà Índic a la zona d'El Gabobe), districte o comissariat del Juba, amb capital a Brava; i la regió o comissaria del riu Shebeli (Shebelle), amb capital a Mahaddli.
El 1894, Itàlia i Gran Bretanya hi van definir també les seves àrees d'influència, però després del 1896, amb la derrota italiana en la batalla d'Adua (Adwa o Adowa), els britànics van signar un tractat amb Menelik II (1897), pel qual els nòmades podrien utilitzar les pastures a un costat i altre de la frontera. El 16 de març de 1905, es va crear la colònia de la Somàlia Italiana, al lloc de la colònia de Benadir. La frontera de la Somàlia italiana amb Abissínia fou fixada el 16 de maig de 1908 i suposà alguns guanys per als italians, i amb el territori britànic el 1915 (reformat pel tractat d'1 de juny de 1925).
Contra els britànics, es va aixecar el cap dels dervixos Diiriye Guure. La revolta fou reprimida mercès a la intervenció de l'aviació el 1920 i els dervixos van haver de fugir a Etiòpia. La mort del líder va posar fi a la revolta. Els britànics van prohibir l'activitat missionera cristiana al seu protectorat (una de les causes de la revolta). En canvi, a la Somàlia francesa, l'obertura del ferrocarril Addis Abeba-Djibouti el 1917, que aportava riquesa, va fer que la zona fos poc afectada per la revolta. Els britànics van construir una via fèrria de Berbera a Hargeisa i cap a la frontera etíop per afavorir el comerç per Berbera. La introducció pels britànics d'un impost sobre els ramats va trobar una oposició ferotge i la mort del governador del districte de Burao en uns aldarulls. Una sequera, el 1925, va obligar a introduir-hi sistemes de regadiu, però com que no sabien què fer amb el territori, els britànics van decidir retirar-se i conservar-ne només alguns punts estratègics.
L'1 de juny de 1925, Gran Bretanya, complint un tractat signat amb Itàlia el 1915, va acordar el lliurament del territori del riu Juba (Jubaland o Oltre Giuba) a Itàlia, amb capital a Kishimayu. Tot el territori va quedar sota l'autoritat d'un governador assistit per un secretari general; les forces militars comprenien 56 oficials italians i 2.500 soldats indígenes. El primer governador feixista, Cesare de Vecchi, va provar d'estendre el control directe italià als protectorats d'Hobyo i Majeerteen. Assegurat el domini, la colònia fou dividida en set províncies i van impulsar projectes agrícoles per produir-hi sucre, cotó i plàtans; van construir també diverses rutes; però per a tot això van recórrer al treball obligatori, la qual cosa els va fer impopulars.
Els anys trenta van anar marcats per l'expansió italiana cap a Abissínia i els territoris somalis d'aquest estat foren subjectes a la penetració dels italians. El 1934, es va decidir crear un imperi d'Àfrica oriental i l'incident de Walwal hi va donar el pretext necessari; aquest incident es va produir mentre treballava una comissió fronterera abissiniobritànica; l'escorta abissínia va arribar a Walwal per reunir-se amb la comissió i es va topar amb els italians; el general Graziani va ocupar els territoris somalis i, el 1936, després de la conquesta d'Addis Abeba, quasi tot l'estat havia estat ocupat; els territoris somalis foren separats d'Abissínia i agregats a la colònia de la Somàlia italiana, una de les quals integraven la nova colònia de l'Àfrica oriental italiana, creada l'1 de juny del 1936, que va quedar sota l'autoritat d'un virrei.
Somàlia italiana encara fou engrandida per darrera vegada el 19 d'agost de 1940, amb la incorporació de la Somàlia britànica, que fou ocupada per les forces italianes sense trobar gaire resistència. Però els britànics i aliats van envair el territori el gener del 1941 des de Kenya, i la primavera del 1941, el nord des d'Aden, i després de les batalles de Keren i Gondar, van recuperar també l'antiga Somàlia britànica. La Somàlia francesa estava sota control del govern de Vichy, però no fou atacada i, finalment, el governador es va passar a la França Lliure. A Etiòpia, els britànics van restaurar Haile Selassie (1941) i es van tenir converses per decidir el futur de les antigues colònies italianes. Tot i el reconeixement britànic de la independència d'Etiòpia, la Gran Bretanya va seguir administrant l'Ogaden igual que la resta de colònies italianes.
El 1943, s'hi va fundar el Somali Youth Club, que es va desenvolupar de manera ràpida i va esdevenir el 1947 la Somali Youth League/Lliga de la Joventut Somali (SYL/LJS); aquest darrer any, es va crear també la Hizbia Digil-Mirifle Somali (HDMS), sorgida de la Benefit Patriotic Union, que tenia per base les poblacions sedentàries del centre del país. El 1948, la comissió aliada que havia de decidir sobre la sort de les antigues colònies es va reunir a Mogadiscio, i l'Ogaden fou retornat a Etiòpia (excepte Haud i la Reserved Area), tot i la resistència dels habitants i l'opinió contrària dels britànics que proposaven una Unió de Territoris Somalis sota tutela, però no es va arribar a cap acord i es va deixar la qüestió en mans de l'ONU. El 10 de novembre de 1949, l'ONU concedia l'antiga Somàlia italiana (amb el límits de fins al 1936) com a mandat a Itàlia per 10 anys. Els italians van assolir-ne el control l'1 de juliol de 1950.
El 1951, es va reunir per primer cop a Mogadiscio el Consell Territorial Consultiu creat poc abans; el 12 d'octubre de 1954, s'adoptava la bandera nacional blava (color de l'ONU) amb una estrella blanca (la pau) de cinc puntes, una per cada part de l'estat. El mateix 1954, l'Haud i la Reserved Area foren lliurades a Etiòpia. Això va fer créixer l'oposició a la Somàlia britànica i es va crear el National United Front/Front Nacional Unit (NUF/FNU). El 1956, es van celebrar eleccions a la Somàlia italiana i la SYL va aconseguir la majoria, i quedà el HDMS com a principal partit de l'oposició. L'abril de 1960, els britànics van acceptar el final del protectorat i retirar-se a temps perquè es pogués unir a l'estat independent derivat de la Somàlia italiana que havia d'accedir a la independència (data fixada per l'ONU) l'1 de juliol de 1960. Representants dels partits dels dos territoris es van reunir a Mogadiscio el mateix mes i van acordar la unificació sota una democràcia parlamentària amb un president electe responsable davant el Parlament, que inicialment estaria format pels diputats de les assemblees dels dos territoris.
El 1960 el NUF, la SYL, la Lliga Nacional de Somàlia/Somalia National League (SNL/LNS, un nou partit de la Somàlia britànica que havia emergit com el principal) i el United Somalia Party/Partit de la Somàlia Unida (USP/PSU, un altre partit de la Somàlia italiana) van concórrer a unes eleccions lliures en cada territori, i el 26 de juny de 1960, la Somalia britànica esdevenia independent, i quatre dies després la seguia Somàlia italiana, i els dos estats es fusionaven l'1 de juliol del 1960. La Costa francesa dels somalis, després de les eleccions del 1958, en va quedar fora i va esdevenir un territori francès d'ultramar. Abd al-Rashid Ali Shermarke, president de la Lliga de la Joventut Somali (partit de majoria dels clans darod i hawiye) fou designat per formar un govern de coalició entre la SYL, la Lliga Nacional Somali (SNL d'Hajji Ibrahim Egal, i de majoria issaq), i el Partit de la Somàlia Unificada (USP, de majoria dir i darod). Com a primer president, fou elegit Aden Abdulle Osman, ratificat el 1961 en una consulta popular.

### Somàlia independent (1960-1969)
La vida de la Somàlia independent va venir marcada per la qüestió nacional: d'una part, un fort nacionalisme instigava la guerra contra Etiòpia per la recuperació de l'Ogaden, arrabassat pels etíops només el 1887 i poblat per somalis. D'altra banda, les forces centrífugues interiors no s'acomodaven amb un estat unitari que representava el primer president Aden Obdullah Osman. L'estat somali estava repartit entre diversos països i es compon de tres grups socials: els pastors nòmades, els agricultors sedentaris i els habitants de les ciutats; la nació es divideix en clans confederats: digil i rahanweyn agricultors; dir, issaq, hawiyya o hawiye i darod (pastors), al seu torn dividits en clans i subclans, els caps de molts dels quals fan remuntar el seu origen a nobles àrabs, emparentats amb el profeta. A més, hi ha els clans d'estatut inferior que fan feines que els pastors no accepten, com els yibro, tumuaal i midgo; i els que parlen llengües exteriors (per exemple, els munshungulu i oromo).
Les dues parts de Somàlia eren molt diferents i la unificació n'era difícil. Els issaq, de majoritaris al seu territori passaren a ser una minoria en el conjunt, i van buscar l'aliança del partit opositor al sud, anomenat ara Lliga de la Gran Somàlia (LGS) d'Hajji Muhammad Huseyn, proàrab i pansomali. El USP, de base darod i dir, restava aliat a la SYL, també amb forta presència darod i hawiye (dirs i hawiye estaven tradicionalment aliats). En la consulta popular del juny del 1961, en què fou ratificat el president, també es va posar a referèndum la constitució, que fou aprovada àmpliament a la zona ex italiana, però per menys del 50% a l'exbritànica. El desembre, un grup de policies formats pels britànics es va revoltar per protestar pel nomenament al capdavant de la policia d'oficials formats pels italians. El 1962, Hajji Muhammad Husayn va llençar un nou partit, la Unió Democràtica Somali (UDS) per unió de la LGS i de part de la NSL; el projecte no va quallar, però dos ministres de la NSL (un dels quals, Ibrahim Egal) van dimitir i els va seguir la fracció hawiye de la SYL, formant llavors el Congrés Nacional Somali. La política pansomali del govern no trobava aliats a occident i, des del 1962, la Unió Soviètica va començar a fer préstecs i a equipar les forces armades de l'estat i finançar-hi programes de desenvolupament.
La petició als britànics d'agregar els territoris somalis de Kenya a Somàlia (1961) no fou atesa i això va portar a un conflicte fronterer i de lluita guerrillera, que va durar anys i mai no ha estat del tot resolt. Durant els anys seixanta i setanta, grups somalis coneguts com els shiftes van efectuar incursions a territori de Kenya. Encara fins fa ben poc, el govern kenyà ha anat informant d'incursions dels anomenats bandits somalis, fins i tot en territoris del sud de Kenya, prop de la frontera amb Tanzània. Vegeu Guerra shifta.
A la frontera d'Etiòpia, hi va haver el 1961 alguns xocs a Haud (Hawd) entre policies i nòmades; el febrer del 1964, els incidents fronterers foren més greus i va intervenir-hi l'aviació etíop; Sudan va fer de mediador (abril) i el conflicte es va arranjar de manera provisional, però Etiòpia es va aliar a Kenya el mateix any i van signar un pacte de defensa mútua. Vegeu Primera guerra etiopsomali.
El 1963, la Lliga de la Joventut Somali va guanyar les eleccions municipals de manera còmoda i el 1964, igualment, les legislatives. El president Osman va triar un nou primer ministre, que fou Abd al-Razzak Hajji Huseyn; aquest va formar un govern tècnic sense tenir en compte equilibres regionals o de clan. Ali Shermarke i altres dissidents van formar llavors un nou partit; el nou primer ministre va haver de pactar la investidura amb l'oposició. En les eleccions del 1967, el president Osman, vist com el causant del trencament dels equilibris, va perdre l'elecció davant Ali Shermarke. Aquest va designar primer ministre Ibrahim Egal, que des del 1964 s'havia afiliat a la Lliga de la Joventut Somali; Egal volia arranjar els problemes de desenvolupament i, al mateix temps, les relacions exteriors (va pacificar les relacions amb Kenya i Etiòpia); qüestionant l'irredemptisme, obria la porta als conflictes entre clans. El 1969, en unes eleccions amb nou sistema electoral, amb la defecció d'alguns líders i el joc de coalicions postelectorals, van donar a Egal una àmplia majoria de 120 escons sobre 123. Però la corrupció i el nepotisme regnaven a l'estat; la inseguretat s'hi va fer general i va engendrar un fort malcontentament, especialment entre militars i intel·lectuals, i van començar rumors de cop d'estat.

### Somàlia socialista
El 15 d'octubre de 1969, mentre Egal era de visita a l'estranger, el president Ali Shermarke fou assassinat per un policia. El va succeir, conforme a la constitució, el president de l'assemblea nacional Shak Mukhtar Muhammad Husain. Egal va retornar amb urgència per organitzar l'elecció d'un nou president i, el 20 d'octubre, el partit va elegir Hajji Musa Bokor, un dels seus homes de confiança, que li garantia que seria confirmat com a primer ministre. L'endemà, 21 d'octubre, l'exèrcit agafava el poder i es creava el Consell Revolucionari Suprem. Els caps del règim enderrocat foren arrestats, la constitució suspesa (derogada el febrer de 1970), així com la Cort Suprema, l'Assemblea fou tancada i els partits prohibits. El consell es va declarar contrari al nepotisme i la corrupció i va rebatejar l'estat com República Democràtica de Somàlia; es va manifestar en favor de donar suport a les lluites dels pobles contra el colonialisme. L'1 de novembre, es va fer pública la llista d'oficials del consell, presidit pel general Muhammad Siyad Barre que, des del 1965, era comandant en cap de les forces armades. La pujada al poder de Barre fou possible per l'anomenada Aliança MOD (marehan, ogadeni i dhulbahante, els tres subclans del grup del clan darod que es van aliar per assolir el poder). Els oficials colpistes es van definir aviat com a marxistes i revolucionaris (l'exèrcit tenia consellers soviètics des del 1963, però no sembla que el cop fos ordenat per la Unió Soviètica, i els oficials més identificats amb l'URSS no hi van obtenir cap lloc rellevant). A l'octubre del 1970, Barre va anunciar l'adopció del socialisme científic (hanti-wadaagga cilmi ku dhisan) com a ideologia de l'estat. Barre va considerar la ideologia adoptada compatible amb l'islam, encara que en això hi havia dissidents.
Els militars van agafar el control de totes les institucions, governs regionals (El 1982, es va adoptar una nova divisió administrativa per a limitar la influència de les assemblees tribals, vegeu Divisió administrativa de Somàlia), societats, etc. El 1971, es va anunciar la creació d'un partit únic, que fou establert formalment el 1971 sota el nom de Partit Socialista Revolucionari Somali (PSRS) i el Consell Revolucionari Suprem es va convertir en el comitè central del partit; formalment, es tornava a un règim civil (de partit únic), però realment el poder quedava en mans del grup d'oficials revolucionaris que eren de majoria del clan marehan dels darod, del grup dels ogadenis i dels dulbahantes. El 1972, el consell va anunciar l'adopció dels caràcters llatins per a la llengua, decisió que va entrar en vigor en tota Somàlia l'1 de gener de 1973. Es va llençar llavors una enorme campanya d'alfabetització. L'economia fou nacionalitzada i alineada sobre el model soviètic amb ajuda de consellers dels estats socialistes d'Europa oriental. Es van crear explotacions col·lectives i explotacions agrícoles al sud amb finançament d'estats àrabs petroliers. La gran sequera de 1974-1975 va permetre accelerar el procés i uns 300.000 nòmades foren transportats a les granges col·lectives del sud des del nord. La tradició tribal i de clan va impedir treure tots els resultats d'aquesta política que sí que fou molt efectiva en el camp de l'educació i de la sanitat, i que va permetre també una millora substancial de la situació de la dona, però justament els tres aspectes molestaven als religiosos, entre els quals (entre els més joves, principalment) es va introduir el fonamentalisme.
El 1974, Somàlia va entrar en la Lliga Àrab. El 1975, la caiguda del negus Haile Selassie va crear un cert buit de poder a Etiòpia. A l'estiu de 1977, els somalis van envair l'Ogaden formalment com a Front d'Alliberament de Somàlia Occidental, i van arribar fins a Harar. Però els soviètics van valorar més tenir Etiòpia (on el comunista prosoviètic Menguistu Haile Mariam havia assolit el poder, però encara no s'havia consolidat) com a aliat, que Somàlia, una societat més fràgil i d'una demografia molt més feble, i en un lloc més estratègic, ja que encara que Somàlia tenia moltes costes (i alguna base soviètica com Berbera), la zona de la marina i el control naval ja estava assegurada pel control del Iemen del Sud. Quan els soviètics van haver d'optar entre Barre i Menguistu, aquestes raons demogràfiques, geopolítiques i de confiança (Menguistu i el seu govern i partidaris eren més incondicionals de Moscou que la majoria dels que envoltaven Barre), van optar per Etiòpia. L'ajut soviètic i de Cuba fou prou important; assessors soviètics i soldats cubans van rebutjar els somalis. Barre va demanar ajut als Estats Units, que no van fer res, i es va haver de retirar. Centenars de milers de persones van passar a Somàlia com a refugiats, i l'economia somali, afectada per la sequera (1979-1980) i pel fracàs de l'experiència col·lectivista, no hi va poder fer front. Vegeu Segona guerra etiopsomali.
Els soviètics foren expulsats i Barre va buscar l'aliança dels Estats Units o va fer afusellar diversos generals acusats del fracàs militar i va haver de fer front a un intent de cop d'estat l'abril de 1978, dirigit pel coronel Muhammad Shaykh Osman, que va fracassar. Osman fou afusellat junt amb altres colpistes i membres del subclans dels Majertin i Harti de la regió de Mudug. Un d'ells, el coronel Abdullahi Yussuf Ahmed, es va poder escapar a Etiòpia i l'afer es va saldar amb l'execució de 17 rebels. El desembre del 1979, es va promulgar una nova constitució que va establir (de fet, ratificar) el règim de partit únic, el Partit Socialista Revolucionari Somali, dirigit pel mateix Barre, que, d'altra banda, va passar de president del Consell Revolucionari de Somàlia a President de la República. La bandera del partit únic era igual que la nacional, però de color roig en lloc de blau cel.
Els ogadenis es van girar contra el règim i van començar a actuar moviments d'oposició creats a l'estranger; els exiliats a Etiòpia, quasi tots de subclans harti (Hobyo) dels majeerteen, liderats per Abdullahi Yusuf Ahmed, van crear el 1980 el Front de Salvació de Somàlia (FSS), que amb ajut etíop va iniciar (amb 50 homes) la lluita armada. L'abril del 1981, es va fundar a Londres el Moviment Nacional Somali (MNS), que pretenia representar els issaq. La resistència era instigada per Etiòpia i beneficiada per l'aturada dels serveis socials del règim. S'hi va declarar l'estat d'emergència. El Front de Salvació de Somàlia es va unir l'octubre de 1981 amb dos grups d'esquerra radical (amb base al Iemen del Sud), el Partit dels Treballadors Somalis (PTS) i el Front Democràtic per l'Alliberament de Somàlia (FDAS), per formar el Front Democràtic de Salvació de Somàlia (FDSS). Aquest grup va tenir el suport de Líbia i Etiòpia i va iniciar els combats a la regió de Mudug i a la de Todgir (sud de Somaliland). Yusuf es va aliar al Moviment Nacional Somali (MNS), que operava al nord, de base issaq.
El mateix 1981, el cessament del ministre de defensa Ali Samantar va provocar nous moviments en l'exèrcit i, el 1982, es van produir els primers atacs armats del MNS, que tenia suport etíop, i que van provocar una exagerada repressió per part del règim; issaqs i majeerteens foren exclosos de tota posició de poder. Vegeu Tercera guerra etiopsomali.
El 1982, fou llevat l'estat d'emergència, però es va reprendre la guerra fronterera amb Etiòpia, que va durar fins al 1988 i que va sagnar l'economia de l'estat. Vegeu Tercera guerra etiopsomali. En la guerra fronterera entre Somàlia i Etiòpia, els etíops havien ocupat Ballanbale i Goldogob, entre la frontera i la ciutat de Galkayo, capital regional de Mudug, on Yusuf havia nascut i que les considerava com les primeres àrees alliberades, però els etíops van declarar que serien incorporades a Etiòpia i Yusuf va preparar l'abandonament de l'aliança etíop. La sequera de 1983-1984 i la guerrilla van aportar nous refugiats cap a les principals ciutats; la població urbana va excedir-ne per primer cop a la nòmada; el tràfic de l'ajuda internacional fou general i, sovint, portat a terme per altes personalitats del règim. El 1985, Yusuf fou detingut pels etíops junt amb sis lloctinents, i empresonat, i el control del moviment va passar al sector més favorable als etíops. Va romandre detingut per algun temps a Etiòpia, però progressivament Menguistu va augmentar-ne els problemes i va minvar el suport al FDSS que, el 1990, quasi no existia.
El 1986, Barre fou rellegit president. El 1987, Ali Samantar va assumir el càrrec de primer ministre i Haji Muhammad el de secretari adjunt del PSRS. La pau amb Etiòpia de maig del 1988 (que reconeixia les fronteres colonials i obligava cada part a expulsar els opositors de l'altra instal·lats al seu estat) va suposar la fi del suport etíop als issaq, que formaven el Moviment Nacional Somali i combatien al nord del país pel restabliment de la independència del Somaliland antigament britànic, regió on eren el clan dominant. El MNS es va sentir amenaçat i va passar a l'ofensiva, apoderant-se de totes les ciutats del nord, Hargeisa, Berbera, Burao; Barre va replicar amb bombardejos de l'aviació; mancats del suport etíop, les forces regulars somalis van recuperar la zona d'Hargeisa-Burao-Berbera, i van provocar l'èxode de 300.000 issaq vers Etiòpia, però quedà desorganitzada la distribució d'ajut als 800.000 etíops refugiats a Somàlia. La manca d'aliments va provocar disturbis ja el 1988, que van haver de ser reprimits per la policia lleial a Barre.
Els hawiye, influents a Mogadiscio, li van retirar el suport. El 1989, alguns imams opositors foren arrestats i van seguir alguns disturbis dels seus partidaris; en aquest any, el ministre de Defensa, general Aden Abdullahi Nur àlies Gabiyow, fou destituït i poc després arrestat; els militars del clan ogadeni, al qual pertanyia Nur, es van revoltar i van crear el Moviment Patriòtic Somali, al sud de l'estat. En resposta, els militars del subclan marehan dels darod, lleials al president, van formar un altre grup anomenat Exèrcit Nacional Somali o Front Nacional Somali (FNS), al centre del país, on d'altra banda operava un tercer grup anomenat Congrés de la Somàlia Unificada (dominat pel clan hawiyya o hawiye. Barre començava a perdre el control de certes regions; l'exèrcit, la policia i l'administració, que cobraven de manera irregular, ja no podien ser controlats. El MNS va recuperar el 1990 tot el nord del país menys les grans ciutats. El 3 de setembre del 1990, Barre va nomenar ministre d'Interior i segon vice-primer ministre (en el govern de Muhammad Hawadle Madar) Abdiqassim Salad Hassan, amb l'encàrrec de restaurar-hi el multipartidisme, però l'operació era poc creïble, perquè Salad havia ocupat molts càrrecs dins el règim (el 1973, Siad Barre va nomenar Salad ministre d'Indústria i Comerç; el 1977, fou ministre d'Informació i, més tard, ministre de Joventut i Esports, Educació, Treball i Serveis Socials, Obres Públiques i Habitatge, Ministre d'Estat adjunt al president i, el 1989, ministre de Comerç). L'establiment del multipartidisme va pretendre, finalment, trencar l'aliança entre els diversos grups d'oposició establerta el 2 d'octubre de 1990, però ja era massa tard.

### Final de l'Estat
El 21 de gener de 1991, a punt de caure el règim, fou nomenat primer ministre Umar Arteh Ghalib, un conciliador, amb l'esperança de negociar, i del qual Salad apareixia com el número dos. El 27 de gener de 1991, Barre, que només tenia el suport del clan marehan, va fugir cap a l'interior del país i després cap a Kenya, quan ja el CSU (Congrés de la Somàlia Unificada) era a les portes del palau presidencial. El CSU, dirigit per l'empresari hoteler Ali Mahdi Muhammad i el general Muhammad Farah Aydid (els dos hawiye, encara que de subclans diferents), va formar govern amb Mahdi autoproclamat president, però no fou acceptat per altres líders, i s'hi reprengué la guerra civil (novembre). Salad, que apareixia com l'home fort al final del règim per intentar el retorn a la democràcia, es va retirar a la vida privada i, encara que no fou perseguit, quan va poder, es va exiliar a Egipte. Diverses faccions es van unir a la lluita, cadascuna buscant el seu propi benefici i el problema dels refugiats no va fer més que agreujar-se.
El 1991, caigut Menguistu, Yusuf fou alliberat, i amb el suport de les noves autoritats etíops, va reassolir sense problemes la direcció de l'organització (tot i que el president fou el general Musa, aquest fou de fet un president honorari), va reorganitzar el moviment i va mobilitzar milicians majeertins amb els quals va tornar a ocupar zones de Mudug el mateix 1991 i va reclamar participació en el govern nacional de Mogadiscio. El MPS, el FDSS i el CSU van acordar finalment una declaració sobre un govern central interclans, amb economia de mercat i llibertats democràtiques. Però les faccions no van tardar a enfrontar-se a partir del març.
Yusuf es va aliar als ogadenis del Moviment Patriòtic Somali dirigit pel coronel Ahmad Umar Jess, que dominava Kishimayo. Però una organització dels marehan i els harti, anomenada Front Nacional Somali (FNS), va començar a operar al sud de l'estat dirigida pel gendre de Barre, Muhammad Siad Hersi, àlies Morgan', conegut pel carnisser d'Hargeisa. En el MPS, van esclatar dissensions quan Jess va entrar en aliança amb el CSU, i el general ogadeni Aden Abdullahi Nur, àlies Gabiyow, exministre de Defensa de Barre i destituït per aquest, es va separar i es va aliar a Morgan. Així el CSU, el FDSS i la meitat del MPS van retornar a una aliança, mentre que, per altra banda, l'altra meitat del MPS i el FNS formaven una altra aliança. Per la seva banda, el MNS dominat pels issaq va proclamar la independència del Somaliland el 18 de maig de 1991 sota la direcció d'Abdurrahman Ahmad Ali, àlies Tur. Imatges televisives van ensenyar com una bandera amb els colors del grup, taronja, blanc i verd vertical era hissada a Berbera. En una data indeterminada del 1991, el subclan majertin dels darod del nord-est de l'estat van proclamar també la república de Majertin embrio, del que després fou la República de Puntland a part de la província de Bari. El FDSS controlava la regió de Galguduud (entre Mudug i Mogadiscio), i les regions de Nugal i part de Bari.
Poc després, el CSU es va dividir en dues faccions, la lleial a Mahdi, i la del subclan habr gedir, dirigida per Muhammad Fara Hassan, àlies Aydid, un altre exgeneral de l'exèrcit. Aydid en volia la presidència i es va aliar a la facció del MPS de Jess. També va obtenir el suport de l'exministre de Barre, Salad, que vivia exiliat al Caire.
Les lluites van provocar una epidèmia de fam que va propiciar-hi una intervenció internacional, que fou finalment desastrosa.
A l'inici del 1992, l'ONU va decidir intervenir-hi i el consell de seguretat va adoptar la Resolució núm. 733, que decretava l'embargament d'armes i encarregava al secretari general de trobar-hi un acord. Aquest es va aconseguir el 3 de març, i establia l'enviament d'una força de seguretat per a protegir els combois d'ajut humanitari i 40 observadors per supervisar l'aplicació de l'acord. La missió fou batejada UNOSOM, si bé avui dia se la coneix com a UNOSOM I. La intervenció va aconseguir un cert èxit en el camp alimentari, però no va poder restablir la pau entre faccions. Amb el deteriorament de la situació, el desembre de 1992, el consell de seguretat va aprovar la resolució 794, que preveia que, sota direcció dels Estats Units, s'hi organitzaria una intervenció militar de diversos estats; es va formar la UNITAF amb 40.800 persones (de 20 estats diferents), que va portar-hi a terme l'operació "Retornar l'esperança" i va controlar el 40% del territori somali. Es va establir una treva a Mogadiscio el desembre de 1992 i les forces internacionals van entrar a la capital destruïda.
Bush, que havia de cedir el poder al president electe Bill Clinton l'11 de gener de 1993, volia un èxit ràpid però no ho va aconseguir i en va ordenar la retirada gradual. El 15 de gener, les faccions (quinze) es van reunir a Addis Abeba i van signar un alto el foc i van demanar garantir-lo a l'ONU, que va aprovar la resolució 814 el 26 de març i va llençar l'operació ONUSOM II. Aviat, l'alto el foc es va trencar i el general Aydid fou acusat de ser-ne responsable i van intentar capturar-lo durant tot l'estiu; a l'octubre, la mort de 18 marines en un atac (i molts més somalis), va aconsellar Clinton d'ordenar-ne la retirada el 31 de març de 1994. El FDSS i el CSU de Mahdi es van aliar amb el MPS de Nur Gabiyow, el FNS de Morgan i altres vuit organitzacions menors i van formar l'Aliança de Salvació de Somàlia (ASS) en un districte de Muqdisho controlat per Mahdi. Aydid va respondre formant l'Aliança Nacional Somali (ANS) amb grups menors. Finalment, les forces americanes sota el paraigua de l'ONU van abandonar Somàlia el març de 1994 sense haver pogut capturar Aydid, i la resta de contingents es va retirar igualment en els següents mesos; els darrers en foren els pakistanesos, el març de 1995. Aydid es va proclamar president, però no dominava tampoc la situació. Totes les conferències de pau intentades en aquestos anys van fracassar. El 1996, el lloctinent d'Aydid, Osman Hasan Ali Ato es va revoltar, i en el combat Aydid va quedar ferit, i va morir l'agost; el va succeir el seu fill Hussayn Muhammad Farah, Aydid junior.
El 3 de gener de 1997, es va reunir una conferència a Sodere (Etiòpia) amb 27 partits i faccions i van formar el Consell de Salvació Nacional (CSN), amb 41 membres i una presidència rotatòria de cinc dels caps principals (Yusuf del FDSS, Mahdi del CSU-ASS, Ato del CSU-ANS, Gabiyow del MPS, i Abdulkadir Muhammad Aden, àlies Zoppo, pel Moviment Democràtic Somali MDS, que representava els clans digil i rahanweyn, majoritaris al sud-oest de Somàlia). L'ANS en fou exclosa. Tot i així, l'experiència no va reeixir.
El FDSS va patir una escissió i se'n va separar el 1997 Muhammad Jibril Musse, que va formar la Unió Democràtica Popular Somali.
Yusuf, el líder del FDSS, es va decantar per la regionalització i va establir l'Estat de Puntland quasi al mateix temps que s'establia oficialment la regió de Benadir o Benaadir. A Puntland, el va seguir Jubaland (setembre de 1998) i Bay i Bokol (desembre de 1998). A Hiran, també es van fer passes en aquest sentit. Des de llavors, Puntland, Jubaland i Bay-Bokol van boicotejar la conferència nacional de pau de Somàlia que s'estava fent a Djibouti (s'inicia el 2 de maig del 2000 sota auspicis de la Lliga Àrab, la OUA la IGAD i el govern de Djibouti. La Conferència va nomenar el 13 d'agost del 2000 una Assemblea Nacional de Transició (ANT) de 245 membres. L'ANT va elegir president de l'organisme Abdullahi Derow Isaaq, del clan digil-mirifleh, amb caràcter temporal, i el 26 d'agost de 2000, un membre del clan hawiyya, Abdiqassim Salad Hassan, un dels organitzadors de la Conferència de Djibouti, exministre amb Barre, partidari d'Aydid quan es va trencar el CSU, fou elegit president en tercera votació enfront d'Abdullahi Ahmad Adow (exministre de finances) per un període de tres anys. De moment, no es va instal·lar a Mogadiscio, on els caps del clan, de fet, no col·laboraven amb el nou president. Va visitar temporalment Mogadiscio (on cent mil persones van anar a escoltar-lo en un estadi) i Baidoa. El 8 d'octubre, va nomenar primer ministre Ali Khalif Galhaid, un home de negocis del clan darod i exministre amb Barre i es va formar Govern Nacional de Transició (GNT) i, abans d'una setmana, entraven els dos a Mogadiscio triomfalment escoltats per les milícies que donaven suport al procés. De fet, va romandre confinat a Mogadiscio tot el seu mandat de tres anys.
Puntland i Bay i Bakool no el va reconèixer, i l'acusaven de representar el vell règim i de ser centralista; Jubaland era teatre de lluites entre Morgan i l'Aliança de la Vall del Juba i la segona li va donar suport, però no Morgan (ara vicepresident i home fort del MPS, presidit per Gabiyow). Aydid i altres menors tampoc el van reconèixer i, el 26 de març del 2001, van formar un contragovern a Baidoa (capital de la província de Bay a Bay-Bokol), conegut per Consell de Reconciliació i Restauració de Somàlia (CRRS), sota els auspicis de la guerrilla pro etíop de l'Exèrcit de Resistència Rahanweyn (ERR), dirigit pel coronel Hassan Muhammad Nur, àlies Shartigadud, que dominava la ciutat. El CRRS tenia una presidència rotatòria de cinc membres: Aydid, Gabiyow, el senyor de la guerra del nord de Mogadiscio, Hilowle Imam Umar, el coronel Hassan Muhammad Nur, àlies Shartigadud, per l'ERR i Abdullahi Shaykh Ismail pel Moviment Nacional Somali del Sud (MNSS). Ali Ato i altres caps es van adherir a aquest govern, fins i tot el general Morgan.
Mentre el poder de Yusuf de Puntland augmentava en sortir triomfant d'una guerra civil i d'haver conquerit alguns districtes fronteres amb Somaliland, el del president del GNT, Salad, no passava de la capital.
El milicians d'Aydid i els del GNT es van enfrontar a Muqdisho el maig del 2001. Morgan va llançar una ofensiva l'agost i per unes hores va reconquerir Kishimayu, fins que l'AVJ (lleial a l'ANT i al seu govern GNT) la va recuperar. El GNT va acusar Etiòpia de donar suport a Morgan i al CRRS. El primer ministre Galhaid fou destituït el 28 d'octubre de 2001 en una moció de censura i, el 12 de novembre, Salad va nomenar Hassan Abshir Farah, un dirigent de Puntland que havia trencat amb Yusuf quant aquest no volgué donar suport al procés de pau d'Arta (Djibouti).
El 24 de desembre del 2001, Farah va signar un acord amb Ali Ato i alguns altres caps de faccions i, el 15 d'octubre del 2002, es va obrir una segona conferència de pau a Eldoret a Kenya (Conferència Nacional de Reconciliació Somali, CNRS), auspiciada per l'IGAD i el govern de Kenya que, aquesta vegada, va deixar l'opció centralista i va optar per afavorir el federalisme, cosa que li va fer guanyar suports. Es va convocar una nova conferència nacional de reconciliació (CNRS) a la qual Yusuf de Puntland i altres forces oposades van decidir participar en rebre assegurances d'un plantejament federalista. El juliol del 2003, els delegats van decidir establir un nou Parlament de 351 membres en substitució de l'anterior, que acabava el 31 d'agost del 2003. La declaració d'intencions de la CNR es pronunciava pel federalisme, la qual cosa va satisfer principalment Puntland i la Somàlia del sud-oest (estat autònom successor el 2002 de l'administració regional de Bay-Bokol). El primer ministre del GNT, Hassan Abshir Farah (antic lloctinent de Yusuf expulsat), el president de l'ANT, Abdullahi Derow Isaaq, Yusuf de Puntland i 19 caps més (entre ells, Aydid, Gabiyow, Morgan, Nur Shartigadud i Ali Ato), van signar l'acord el 27 d'octubre del 2003.
El 2003, abans d'acabar el seu mandat, Salad es va enfrontar a Abshir Farah i Derow Isaaq, als quals va acusar de fer un gir antiislàmic i els va destituir i va anunciar una pròrroga del GNT i l'ANT més enllà del període establert (que acabava l'agost del 2003), fins que es pogueren fer eleccions. La maniobra no va obtenir suport i els destituïts van romandre als seus llocs que, més tard, va abandonar Farah el 8 de desembre i el va substituir Muhammad Abdi Yusuf. La maniobra de Salad fou denunciada com a anticonstitucional. Salad no va donar suport a la nova conferència d'Eldoret a Kenya, i això va incrementar el seu aïllament polític. El 2003, Abdinur Ahmed Darman del Partit de la República de Somàlia Unida va prendre el poder a una part de Mogadiscio i el juliol es va proclamar president oposat a Salad. El 29 de gener de 2004, es va signar a Nairobi el document aprovat per la CNRS, pel qual el nombre de diputats es rebaixava a 275 (61 per cada gran clan: darod, hawiyya, issaq i rahanweyn, i 31 pels clans menors). El Parlament seria l'Assemblea Federal de Transició (AFT), amb un mandat de 5 anys i elegiria el president.
La primavera del 2004, Morgan va trencar amb la CNRS i intentava reconquerir Kishimayu dominada per l'Aliança de la Vall del Juba. Yusuf, per la seva banda, es postulava com a president i rebia el suport d'Etiòpia i Uganda. L'AFT es va obrir a Nairobi el 2 de setembre del 2004 sota direcció d'Hersi Bulhan Farah, que als pocs dies va deixar la direcció a l'empresari Sharif Hassan Sheikh Aden. A la votació del 10 d'octubre, es van presentar 26 candidats, entre ells Salad (president del GNT, que mancat de suports fou eliminat a la primera votació), un germanastre de Barre, antics dirigents politics i caps militars. En tercera votació, Yusuf fou elegit sobre l'exambaixador als Estats Units i financer, Abdullahi Ahmad Adow. El 14 d'octubre, havent ja deixat la presidència de Puntland (la vacant fou coberta pel vicepresident Abdi Hashi, fins que el 8 de gener del 2005 fou elegit president Mohammud Musse Hersi, àlies Adde), va prendre possessió del càrrec amb un mandat fins al 2009. Aydid i Morgan no el van reconèixer.
El 29 d'octubre del 2004, es van reprendre els combats entre Puntland i Somaliland per la ciutat de Las Anod. Mentre el president Yusuf negociava el nomenament d'un primer ministre i es decidia finalment el 3 de novembre del 2004 per Ali Muhammad Ghedi, del clan hawiyya, clan que dominava Muqdisho i li feia falta per establir-se a la capital, però que era enemic d'Aydid. El primer ministre va formar un govern de 78 membres que no va obtenir el suport parlamentari; el 7 de gener de 2005, Ghedi va nomenar un altre govern de 94 membres que, finalment, va obtenir la confiança del Parlament. Aydid era nomenat vice-primer ministre i ministre de l'interior; Ali Ato era ministre d'Obres Públiques, i Muhammad Qanyare Afrah (el tercer candidat més votat a les eleccions del 10 d'octubre del 2004) ministre de Seguretat.
La major part dels senyors de la guerra de Mogadiscio van formar l'Aliança per la Restauració de la Pau i contra el Terrorisme (ARPCT), amb suport americà, que es va enfrontar a les Corts Islàmiques que havien sorgit en diverses parts de l'estat per imposar la xara i un estricte ordre moral. El 5 de juny del 2006, la Unió de Corts Islàmiques, el conjunt de les diverses corts, va prendre el poder sota la direcció del Sheikh Sharif Ahmed i, el 24 de juny del 2006, es va establir un govern dirigit per les Corts Islàmiques Supremes de Somàlia (successor de la Unió de Corts Islàmiques), dirigit per Sharif Ahmed. Jowhar, darrer reducte de l'ARPCT, es va rendir amb poca resistència i les forces del grup van fugir a Etiòpia. Aquest estat va donar suport llavors al govern de transició i va dir que protegiria la seva seu a Baidoa. La Unió de Corts Islàmiques va dominar aviat, per mitjà de negociacions amb els clans més que per les armes, la part central i sud de Somàlia. El 25 de setembre del 2006, les Corts van entrar a Kishmayo, el darrer reducte del govern de transició.
El dia 9 d'octubre, les forces etíops entraven a Somàlia i ocupaven una població. El mateix dia, el govern somali de les Corts va declarar la guerra a Etiòpia. Unes converses iniciades entre les Corts i el Govern de transició es van trencar l'1 de novembre. El 21 de desembre del 2006, els etíops van passar a l'ofensiva; l'aviació etíop va atacar posicions de les Corts properes a Baidoa i a l'aeroport de Mogadiscio (ara, Aeroport Internacional Aden Adde). Els etíops van imposar la seva superioritat i van entrar a Mogadiscio el 28 de desembre del 2006, d'on havien sortir poc abans els combatents de les Corts. El govern de transició, que es va traslladar a la ciutat, va fer front als atacs aïllats dels islamistes en els mesos següents. Al sud, les Corts van evacuar també Kishmayo cap a Ras Yamboni a la frontera amb Kenya, que fou atacada pels etíops el gener i conquerida el dia 9.
Durant el 2007 i el 2008, es van crear nous grups islamistes que van assolir el control de la major part del centre i sud de Somàlia, excloses Mogadiscio (fins a Afgooye, a 30 km al nord-oest) i Baidoa.
Una part de l'estat està avui dia (2011) en mans dels islamistes; en algunes zones, han sorgit diversos estats que suposadament s'haurien d'integrar en una Somàlia federal reunificada; alguns serveis, com la telefonia, funcionen molt millor que en cap altre lloc d'Àfrica, però els serveis principals de l'estat estan absents.

### Somalilàndia i altres estats
El gener del 1991, el MNS prengué el control al nord. Una assemblea d'ancians es va celebrar a Burao cinc mesos després i el president del MNS va proclamar, el 17 de maig, la nul·litat de l'acta d'unió entre el Somaliland britànic i la Somàlia italiana d'1 de juliol de 1960, restablint la independència de Somalilàndia. Quasi al mateix temps, Eritrea havia accedit finalment a la independència. Abd al-Rahman Ahmad Ali Tur en fou el primer president designat. El camí fou seguit per altres territoris, encara que tots els altres declararen la seva voluntat d'integrar-se com a estats d'una Somàlia federal. Aquests estats són:
- Majeerteen, després Puntland (Estat del Puntland)
- Hiraan
- Jubaland
- Jubba Jazira
- Jubba Raas
- Gedo, després Estat de Somàlia Central
- Hinterland
- Estat de Somàlia Sud-occidental
- Galmudug
- Maareg
- Awdal
- Maakhir
- Tanaland
- Ximan i Xeeb (Himan i Heeb)
- Dulbahante, després Sool, Sanaag i Cayn (SSC), també conegut com a Bartahamaland i Darwishland
- Ras Caseyr
- Ceelbuur
- Cigo (Cigoo)
- Waax i Waadi
- Xiriir
- Geel
- Azània
- Dooxo

El 14 d'octubre de 2017 la ciutat va patir l'atemptat més mortífer en la història del país, amb més de 200 morts i 300 ferits, quan va esclatar un camió bomba.